# Die Schlüssel zum Königreich
Die Schlüssel zum Königreich (Originaltitel: The Keys to the Kingdom) ist eine Fantasy-Abenteuer-Romanreihe des australischen Schriftstellers Garth Nix. Die Reihe umfasst sieben Bände.

## Titel
Der Titel jedes Bandes entspricht dem Namen eines Morgigen Tages, dem der Hauptcharakter Arthur gegenübertreten muss:
- Mister Monday. 2003. 
  - deutsche Übersetzung: Schwarzer Montag. Ehrenwirth 2006, ISBN 978-3-431-03712-8.
- Grim Tuesday. 2004. 
  - deutsche Übersetzung: Grimmiger Dienstag. 2007, ISBN 978-3-431-03716-6.
- Drowned Wednesday. 2005. 
  - deutsche Übersetzung: Kalter Mittwoch. 2007, ISBN 978-3-431-03723-4.
- Sir Thursday. 2006. 
  - deutsche Übersetzung: Rauer Donnerstag. 2008, ISBN 978-3-431-03741-8.
- Lady Friday. 2007. 
  - deutsche Übersetzung: Listiger Freitag. 2008, ISBN 978-3-431-03768-5.
- Superior Saturday. 2008. 
  - deutsche Übersetzung: Mächtiger Samstag. 2009, ISBN 978-3-431-03776-0.
- Lord Sunday. 2010. 
  - deutsche Übersetzung: Goldener Sonntag. 2010, ISBN 978-3-431-03810-1.

## Zusammenfassung
Protagonist der Reihe ist der 12-jährige, an Asthma erkrankte Arthur Penhaligon. Die Reihe beginnt an einem Montag, die Haupthandlung am Montag in der Woche darauf. Jeder Band spielt an einem Tag dieser Woche und schließt an einem Sonntag. Jeder Tag wird von einem Wesen verkörpert, die zusammengefasst als Treuhänder (engl. Trustees) bezeichnet werden. Jeder von ihnen herrscht über einen Teil des Hauses, welches das Zentrum des Universums darstellt. Die sieben Regionen im Haus sind, in Reihenfolge der Treuhänder: das Untere Haus, die Fernen Weiten, die Grenzsee, das Große Labyrinth, das Mittlere Haus, das Obere Haus und die Unvergleichlichen Gärten.
Zu Beginn des ersten Buchs hat Arthur ein noch relativ normales Leben. Er ist ein Adoptivkind in einer großen Familie. Eigentlich sollte Arthur am Montag an einem Asthmaanfall sterben, was zu einer Begegnung mit Herrn Montag (engl. Mister Monday) führt. Dieser ernennt Arthur aus Bequemlichkeit zum Erben des Königreichs und gibt ihm einen Teil des Ersten Schlüssels, der wie der Minutenzeiger einer Uhr geformt ist. Arthur wird in Kontakt mit dem Schlüssel von seinem Asthma befreit. Nach einigen Umständen gelangt Arthur in das Haus, wo er eine Reihe seltsamer und gefährlicher Abenteuer erlebt.
Arthur findet heraus, dass das Vermächtnis der Architektin (Schöpferin des Hauses und der sogenannten „Sekundären Reiche“, die das Haus umgeben) nicht erfüllt wurde, wie es vorgesehen war. Stattdessen wurde es von den Treuhändern der Architektin, den Morgigen Tagen, in sieben Teile zerbrochen. Das Vermächtnis war nun gezwungen, selbständig zu handeln und sein Erster Teil ernennt Arthur zum Rechtmäßigen Erben des Königreichs. Nun ist es Arthurs Aufgabe, alle verschwundenen Teile des Vermächtnisses zu finden, jeden Treuhänder (von denen jeder mit einer der sieben Todsünden behaftet ist) zu besiegen, ihre Domänen durch den Erhalt des jeweiligen Schlüssels zu übernehmen und die Geheimnisse des Hauses aufzudecken.

## Charaktere

### Helden
Arthur Penhaligon
Arthur, ein 12-jähriger Junge, ist gerade in eine neue Stadt umgezogen und will sich einfach nur anpassen. Als er einen lebensgefährlichen Asthmaanfall bekommt, rettet ihm ein seltsames Metallobjekt das Leben: Ein Schlüssel, den ihm der noch seltsamere Herr Montag gegeben hat. Als seine Diener, die Bringer, eine mysteriöse Seuche in Arthurs Heimatstadt verbreiten, macht sich dieser auf den Weg zum Haus, ein seltsames Bauwerk, das nur er sehen kann. Arthur erfährt, dass dieses Bauwerk ein eigenes Universum enthält, und wird über seine Aufgabe informiert: Er muss die Treuhänder entmachten und ihnen die Schlüssel wegnehmen. Arthur kann kein normales Leben mehr führen, bis er die Treuhänder, auch bekannt als die Morgigen Tage, entmachtet hat. Um das zu tun, muss er die Schlüssel benutzen, die ihn aber langsam, aber sicher mit Magie infizieren und in einen Bürger des Hauses verwandeln. Da Arthur dies nicht will (weil er als Bürger nicht zur Erde zurückkehren kann), wird das zu einem zentralen Thema der Reihe: Er benutzt den Schlüssel nur, wenn es absolut nötig ist.
Susi Türkisblau
Susi Türkisblau (engl. Suzy Turquoise Blue) ist ein Kind des Pfeifers und war Tintenbefüllerin 6. Grades. Sie wurde durch den Pfeifer in das Haus gebracht. Später wurde sie von Arthur in einer höheren Position eingesetzt: Als Montags Terz (engl. Monday's Tierce), die persönliche Assistentin von Montags Mittag, vormals Montags Abenddämmerung. Susi wurde als Susanna Dyer in England zur Zeit der Pest geboren. Sie ist abenteuerlustig, hat ein kindisches Gemüt und liebt es, Regeln zu brechen, gegenüber Arthur ist sie allerdings loyal.

## Rezeption
Bridget Haylock schreibt in ihrer Buchrezension: „Garth Nix’ Geschichte hält viele Zauberwesen und fesselnde Abenteuer bereit“. Cornelia Funke befindet: „Es gibt Bücher, bei denen man schon auf der ersten Seite spürt, dass sie einen in eine Welt locken, die man nie vergessen wird … Lesen!“ Das School Library Journal schreibt über den ersten Band Mister Monday: „Der erste Teil einer siebenteiligen Reihe für Mittelstufenschüler ist genauso spannend und aufregend wie die früheren Jugendromane des Autors. Die Leserinnen und Leser werden die Fortsetzungen mit Spannung erwarten.“ Beverly Vaughn Hock schreibt in Library Media Connection über Mister Monday: „Nix hat einen atemberaubenden Roman geschaffen, der den Leser mit Spannung auf den nächsten Teil der sieben Bücher umfassenden Serie warten lässt. Äußerst empfehlenswert.“

## Auszeichnungen
Im Jahr 2003 gewann der erste Band Mister Monday und im Jahr 2005 der dritte Band Drowned Wednesday jeweils in der Kategorie ‚Best Children's (8-12 years) Long Fiction‘ einen Aurealis Award.

## Referenzen
Der Romanzyklus Die Schlüssel zum Königreich ist in dem literarischen Nachschlagewerk 1001 Kinder- und Jugendbücher – Lies uns, bevor Du erwachsen bist! für die Altersstufe 12+ Jahre enthalten.